# Solanum oblongifolium
El cucubo blanco, bodoque o borrachero chiquito (Solanum oblongifolium) es una especie de planta de la familia de las solanáceas, nativa de los Andes, que se encuentre en Colombia, Ecuador, Perú y Venezuela, entre los 1.700 y 3.200 m de altitud.

## Descripción
Es una hierba alta y robusta, que alcanza entre 2 y 5 m de altura. Ramas lisas, glabras; ramitas vellosas pubescentes. Pecíolos de 12 a 16 mm]de largo. Hojas grandes de hasta 30 cm, sésiles, repandas, elíptico-oblongas, de ápice agudo, un poco auriculadas en la base; por el envés son pubescentes con tricomas transparentes. Inflorescencias en racimos abundantes subterminales pilosos. Cáliz de 6 a 8 mm de ancho. Corola blanca, de 1,5 a 1,8 cm de ancha. Estambres de la mitad del largo de la corola; anteras amarillas, tan largas como el estilo erecto; estigma obtuso. Fruto redondo verde cuando inmduro, amarillento al madurar.

## Usos
La medicina tradicional le atribuye al sumo de las hojas frescas propiedades cicatrizantes, y utiliza las hojas hervidas para desinflamar los animales de carga. En el laboratorio los glicoalcaloides tóxicos de las hojas de Solanum oblongifolium presentan actividad antimicrobiana.